# Badamlı
Badamlı è un comune dell'Azerbaigian situato nel distretto di Şahbuz.